# Regionalparks in Italien
Die Regionalparks in Italien (italienisch: Parchi regionali) umfassen Land-, Fluss-, Seen- und in einigen Fällen auch Meeresgebiete in Küstennähe. Die Naturparks zeichnen sich durch einen hohen Anteil ökologisch wertvoller Naturlandschaften und traditioneller Kulturlandschaften aus.
Die Einrichtung und Führung von Regionalparks wurde mit dem Dekret (Decreto del Presidente della Repubblica) 616/77 geregelt und in den Kompetenzbereich der einzelnen Regionen überantwortet. Aktuell verzeichnet das EUAP (Elenco ufficiale delle aree protette, zu deutsch: Offizielles Verzeichnis der Schutzgebiete) 134 regionale Parks, mit einer Gesamtfläche von 1,3 Millionen Hektar. Die folgende Liste beinhaltet auch Naturparks, welche nicht im EUAP geführt werden.

## Erklärung
- Name: Nennt den Namen des Parks
- Jahr: Nennt das Gründungsjahr des Parks
- Fläche: Nennt die Gesamtfläche des Naturparks in Hektar
- Beschreibung: Gibt eine kurze, charakteristische Beschreibung des Naturparks und seiner Lage
- Anmerkung: Die Liste ist teilweise sortierbar: durch Anklicken eines Spaltenkopfes wird die Liste nach dieser Spalte sortiert, zweimaliges Anklicken kehrt die Sortierung um. Durch das Anklicken zweier Spalten hintereinander lässt sich jede gewünschte Kombination erzielen.

## Die Naturparks

### Abruzzen
|                                               | Name                                          | Jahr | Fläche | Beschreibung |
| --------------------------------------------- | --------------------------------------------- | ---- | ------ | --- |
| Parco regionale naturale del Sirente - Velino | Parco regionale naturale del Sirente - Velino | 1989 | 50.228 | Der Naturpark gehört zu den weitläufigsten und bedeutendsten Schutzgebieten in Italien und ist der einzige Regionalpark der Region Abruzzen. Die Natur bietet ein bezauberndes Szenario von traditionellen Dörfern inmitten der interessantesten Flora und Fauna (46 % aller Säugetierarten Italiens kommen im Park vor) Zentralitaliens. Endemisch vorkommende Spezies sind beispielsweise der Tragant Astragalus aquilanus und das Adonisröschen Adonis distorta. Typische Vertreter der Fauna sind der europäische Braunbär (Ursus arctos marsicanus) und der Wolf (Canis lupus italicus). Eine Reihe von Burgen, Tempeln und mittelalterlichen Befestigungsanlagen zeugt von der historischen Bedeutung des Territoriums. |

### Aostatal
|                              | Name                         | Jahr | Fläche | Beschreibung |
| ---------------------------- | ---------------------------- | ---- | ------ | --- |
| Parco naturale del Mont Avic | Parco naturale del Mont Avic | 1989 | 3.500  | Der Park liegt in dem Mittel-Hochtal des Flusses Chalamy. Seine Fläche ist von weitläufigen Wäldern mit Bergkiefern, Waldkiefern, Lärchen und Buchen bedeckt. An den über 30 Seen und Torfmooren des Naturparks existiert eine äußerst interessante Flora. Die Fauna ist durch die typischen Vertreter der Alpenregionen charakterisiert. |

### Apulien
|                                                                                  | Name                                                                             | Jahr | Fläche | Beschreibung |
| -------------------------------------------------------------------------------- | -------------------------------------------------------------------------------- | ---- | ------ | ------------ |
| Parco naturale in località Lama Balice                                           | Parco naturale in località Lama Balice                                           | 1992 | 0125   |              |
| Parco naturale regionale Bosco e paludi di Rauccio                               | Parco naturale regionale Bosco e paludi di Rauccio                               | 2002 | 01.593 |              |
| Parco Naturale Regionale Dune costiere da Torre Canne a Torre San Leonardo       | Parco Naturale Regionale Dune costiere da Torre Canne a Torre San Leonardo       | 2002 | 01.069 |              |
| Parco di Porto Selvaggio e Palude del Capitano                                   | Parco di Porto Selvaggio e Palude del Capitano                                   | 2006 | 01.120 |              |
| Parco naturale regionale Salina di Punta della Contessa                          | Parco naturale regionale Salina di Punta della Contessa                          | 2002 | 01.697 |              |
| Parco Naturale Regionale Bosco Incoronata                                        | Parco Naturale Regionale Bosco Incoronata                                        | 2006 | 01.060 |              |
| Parco Naturale Regionale Terra delle Gravine                                     | Parco Naturale Regionale Terra delle Gravine                                     | 2005 | 19.775 |              |
| Parco Naturale Regionale Isola di S. Andrea e litorale di Punta Pizzo            | Parco Naturale Regionale Isola di S. Andrea e litorale di Punta Pizzo            | 2006 | 0685   |              |
| Parco Naturale Regionale Costa Otranto - Santa Maria di Leuca e Bosco di Tricase | Parco Naturale Regionale Costa Otranto - Santa Maria di Leuca e Bosco di Tricase | 2006 | 03.227 |              |
| Parco naturale regionale Litorale di Ugento                                      | Parco naturale regionale Litorale di Ugento                                      | 2007 | 01.600 |              |
| Parco naturale regionale Fiume Ofanto                                            | Parco naturale regionale Fiume Ofanto                                            | 2007 | 24.883 |              |

### Basilikata
|                                                               | Name                                                          | Jahr | Fläche | Beschreibung |
| ------------------------------------------------------------- | ------------------------------------------------------------- | ---- | ------ | ------------ |
| Parco della Murgia Materana                                   | Parco della Murgia Materana                                   | 1990 | 06.128 |              |
| Parco naturale di Gallipoli Cognato - Piccole Dolomiti Lucane | Parco naturale di Gallipoli Cognato - Piccole Dolomiti Lucane | 1997 | 27.027 |              |
| Parco naturale regionale del Vulture                          | Parco naturale regionale del Vulture                          | 2016 | 06.518 |              |

### Emilia-Romagna
|                                                               | Name                                                          | Jahr | Fläche | Beschreibung |
| ------------------------------------------------------------- | ------------------------------------------------------------- | ---- | ------ | ------------ |
| Parco fluviale regionale del Taro                             | Parco fluviale regionale del Taro                             | 1988 | 03.000 |              |
| Parco regionale dello Stirone e del Piacenziano               | Parco regionale dello Stirone e del Piacenziano               | 2011 | 02.190 |              |
| Parco naturale regionale dei Boschi di Carrega                | Parco naturale regionale dei Boschi di Carrega                | 1982 | 01.270 |              |
| Parco regionale dei Gessi Bolognesi e Calanchi dell’Abbadessa | Parco regionale dei Gessi Bolognesi e Calanchi dell’Abbadessa | 1988 | 03.123 |              |
| Parco regionale dei Sassi di Roccamalatina                    | Parco regionale dei Sassi di Roccamalatina                    | 1988 | 01.090 |              |
| Parco regionale del Corno alle Scale                          | Parco regionale del Corno alle Scale                          | 1988 | 04.974 |              |
| Parco regionale del Delta del Po                              | Parco regionale del Delta del Po                              | 1988 | 18.413 |              |
| Parco regionale dell’Alto Appennino Modenese                  |                                                               |      |        |              |
| Parco regionale dell’Alto Appennino Reggiano (Gigante)        | Parco regionale dell’Alto Appennino Reggiano (Gigante)        | 1988 | 23.416 |              |
| Parco regionale dell’Alta Val Parma e Cedra                   |                                                               |      |        |              |
| Parco regionale dell’Abbazia di Monteveglio                   | Parco regionale dell’Abbazia di Monteveglio                   | 1988 | 09.274 |              |
| Parco regionale dei Laghi Suviana e Brasimone                 | Parco regionale dei Laghi Suviana e Brasimone                 | 1995 | 03.330 |              |
| Parco regionale storico di Monte Sole                         | Parco regionale storico di Monte Sole                         | 1989 | 02.535 |              |
| Parco regionale della Vena del Gesso Romagnola                | Parco regionale della Vena del Gesso Romagnola                | 2005 | 02.042 |              |
| Parco fluviale del Trebbia                                    | Parco fluviale del Trebbia                                    | 2009 | 04.031 |              |

### Friaul-Julisch Venetien
|                                        | Name                                   | Jahr | Fläche | Beschreibung |
| -------------------------------------- | -------------------------------------- | ---- | ------ | ------------ |
| Parco naturale delle Dolomiti Friulane | Parco naturale delle Dolomiti Friulane | 1996 | 36.950 |              |
| Parco naturale delle Prealpi Giulie    | Parco naturale delle Prealpi Giulie    | 1996 | 10.000 |              |

### Ligurien
|                                                   | Name                                              | Jahr | Fläche | Beschreibung |
| ------------------------------------------------- | ------------------------------------------------- | ---- | ------ | --- |
| Parco naturale regionale dell’Antola              | Parco naturale regionale dell’Antola              | 1995 | 04.837 | Dieser Naturpark zeichnet sich durch eine beachtenswerte Symbiose von Mensch und Natur aus. Am Monte Antola, mit seinen zahlreichen Hochalmen, fällt einem das architektonisch beachtenswerte Castello della Pietra mit seinen zwei, charakteristischen Wachtürmen auf. Die Nähe zur Hafenstadt Genua bietet die Möglichkeit den Strandurlaub an der Italienischen Riviera mit einem Gebirgsausflug zu verbinden.                                           |
| Parco naturale regionale dell’Aveto               | Parco naturale regionale dell’Aveto               | 1995 | 03.018 | An den zahlreichen, kleinen Seen in der Foresta delle Lame des Parks wachsen fleischfressende Pflanzen im Schatten hoher Buchen und Eichen. Auf den zwischen 1600 und 1800 Metern hoch gelegenen Bergweiden werden Milchkühe für die Produktion des regional typischen Käses gehalten. Neben den Naturschätzen des Naturparks kann ein Manganbergwerk oder auch verschiedene, historisch wertvolle, Bauwerke, wie die Abtei von Borzone, besichtigt werden. |
| Parco naturale regionale del Beigua               | Parco naturale regionale del Beigua               | 1985 | 08.715 | |
| Parco naturale regionale di Bric Tana             | Parco naturale regionale di Bric Tana             | 1985 | 0170   | |
| Parco naturale regionale di Portovenere           | Parco naturale regionale di Portovenere           | 2001 | 0330   | |
| Parco naturale regionale di Montemarcello - Magra | Parco naturale regionale di Montemarcello - Magra | 1995 | 04.320 | |
| Parco naturale regionale di Piana Crixia          | Parco naturale regionale di Piana Crixia          | 1989 | 0795   | |
| Parco naturale regionale di Portofino             | Parco naturale regionale di Portofino             | 1935 | 01.056 | |
| Parco naturale regionale delle Alpi Liguri        | Parco naturale regionale delle Alpi Liguri        | 2007 | 06.041 | |

### Kalabrien
|                                      | Name                                 | Jahr | Fläche | Beschreibung |
| ------------------------------------ | ------------------------------------ | ---- | ------ | --- |
| Parco Naturale Regionale delle Serre | Parco Naturale Regionale delle Serre | 1990 | 17.687 | Ein Merkmal des Parkes ist seine ausgesprochen dichte Bewaldung. Daneben finden sich verschiedene Buschlandschaften (Macchie) im Wechsel mit Weiden und landwirtschaftlichen Nutzflächen. Große Bedeutung innerhalb des Parks genießen die religiösen Kultstätten, wie die Abbazia dei Monaci Certosini di Serra San Bruno (eine jahrhundertealte Abtei) und das Grab des Heiligen Bruno von Köln. Das den Gebirgszug Serre einschließende Territorium wird von einer Vielzahl kleinerer Wasserläufe durchzogen und verfügt über ein gemäßigtes bis warmes (Sommer-)Klima. |

### Kampanien
|                                                    | Name                                            | Jahr | Fläche | Beschreibung |
| -------------------------------------------------- | ----------------------------------------------- | ---- | ------ | ------------ |
| Parco naturale Diecimare                           | Parco naturale Diecimare                        | 1980 | 0220   |              |
| Parco regionale Monti Picentini                    | Parco regionale Monti Picentini                 | 1993 | 62.200 |              |
| Parco regionale del Partenio                       | Parco regionale del Partenio                    | 1993 | 16.650 |              |
| Parco regionale del Matese                         | Parco regionale del Matese                      | 2002 | 33.327 |              |
| Parco regionale di Roccamonfina-Foce Garigliano    | Parco regionale di Roccamonfina-Foce Garigliano | 1993 | 11.200 |              |
| Parco regionale del Taburno-Camposauro             | Parco regionale del Taburno-Camposauro          | 1993 | 14.200 |              |
| Parco regionale dei Campi Flegrei                  | Parco regionale dei Campi Flegrei               | 2002 | 07.350 |              |
| Parco regionale Bacino Idrografico del fiume Sarno |                                                 |      |        |              |
| Parco regionale dei Monti Lattari                  | Parco regionale dei Monti Lattari               | 2003 | 16.000 |              |

### Latium
|                                                                          | Name                                                                     | Jahr | Fläche | Beschreibung |
| ------------------------------------------------------------------------ | ------------------------------------------------------------------------ | ---- | ------ | ------------ |
| Parco dell’Inviolata                                                     | Parco dell’Inviolata                                                     | 1996 | 0535   |              |
| Parco regionale dei Castelli Romani                                      | Parco regionale dei Castelli Romani                                      | 1984 | 12.000 |              |
| Parco regionale naturale dei Monti Lucretili                             | Parco regionale naturale dei Monti Lucretili                             | 1989 | 18.204 |              |
| Parco naturale regionale Appia Antica                                    | Parco naturale regionale Appia Antica                                    | 1988 | 03.370 |              |
| Parco naturale di Veio                                                   | Parco naturale di Veio                                                   | 1997 | 15.000 |              |
| Parco naturale dei Monti Aurunci                                         | Parco naturale dei Monti Aurunci                                         | 1997 | 19.374 |              |
| Parco naturale regionale del complesso lacuale di Bracciano - Martignano | Parco naturale regionale del complesso lacuale di Bracciano - Martignano | 1999 | 16.682 |              |
| Parco regionale Marturanum                                               | Parco regionale Marturanum                                               | 1984 | 01.220 |              |
| Parco regionale di Gianola e del Monte di Scauri                         | Parco regionale di Gianola e del Monte di Scauri                         | 1987 | 0309   |              |
| Parco urbano dell’antichissima Città di Sutri                            | Parco urbano dell’antichissima Città di Sutri                            | 1988 | 07     |              |
| Parco regionale Valle del Treja                                          | Parco regionale Valle del Treja                                          | 1982 | 0656   |              |
| Parco naturale regionale Monti Simbruini                                 | Parco naturale regionale Monti Simbruini                                 | 1983 | 29.990 |              |
| Parco regionale urbano Monte Orlando                                     | Parco regionale urbano Monte Orlando                                     | 1986 | 058    |              |
| Parco Regionale Monti Ausoni e Lago di Fondi                             | Parco Regionale Monti Ausoni e Lago di Fondi                             | 2008 | 08.770 |              |

### Lombardei
|                                                                       | Name                                                                  | Jahr           | Fläche  | Beschreibung |
| --------------------------------------------------------------------- | --------------------------------------------------------------------- | -------------- | ------- | ------------ |
| Parco regionale dell’Adamello                                         | Parco regionale dell’Adamello                                         | 1983           | 050.935 |              |
| Parco regionale del Mincio                                            | Parco regionale del Mincio                                            | 1984           | 015.942 |              |
| Parco naturale del Monte Barro                                        | Parco naturale del Monte Barro                                        | 1983           | 0665    |              |
| Parco regionale di Montevecchia e della Valle di Curone               | Parco regionale di Montevecchia e della Valle di Curone               | 1983           | 02.363  |              |
| Parco regionale della Valle del Lambro                                | Parco regionale della Valle del Lambro                                | 1983           | 08.095  |              |
| Parco naturale lombardo della Valle del Ticino                        | Parco naturale lombardo della Valle del Ticino                        | 1974           | 091.540 |              |
| Parco dell’Adda Nord                                                  | Parco dell’Adda Nord                                                  | 1983           | 07.400  |              |
| Parco dell’Adda Sud                                                   | Parco dell’Adda Sud                                                   | 1983           | 024.260 |              |
| Parco Alto Garda Bresciano                                            | Parco Alto Garda Bresciano                                            | 1989           | 038.269 |              |
| Parco del Campo dei Fiori                                             | Parco del Campo dei Fiori                                             | 1984           | 05.400  |              |
| Parco dei Colli di Bergamo                                            | Parco dei Colli di Bergamo                                            | 1977           | 04.700  |              |
| Parco delle Grigna Settentrionale                                     | Parco delle Grigna Settentrionale                                     | 1977           | 05.548  |              |
| Parco delle Groane                                                    | Parco delle Groane                                                    | 1976           | 03.400  |              |
| Parco Agricolo Sud Milano                                             | Parco Agricolo Sud Milano                                             | 1990           | 046.300 |              |
| Parco Nord Milano                                                     | Parco Nord Milano                                                     | 1975           | 0600    |              |
| Parco dell’Oglio Nord                                                 | Parco dell’Oglio Nord                                                 | 1988           | 014.170 |              |
| Parco dell’Oglio Sud                                                  | Parco dell’Oglio Sud                                                  | 1988           | 012.800 |              |
| Parco delle Orobie Bergamasche                                        | Parco delle Orobie Bergamasche                                        | 1989           | 063.000 |              |
| Parco delle Orobie Valtellinesi                                       | Parco delle Orobie Valtellinesi                                       | 1989           | 046.000 |              |
| Parco della Pineta di Appiano Gentile e Tradate                       | Parco della Pineta di Appiano Gentile e Tradate                       | 1983           | 04.860  |              |
| Parco del Serio                                                       | Parco del Serio                                                       | 1973           | 07.750  |              |
| Parco Spina Verde di Como                                             | Parco Spina Verde di Como                                             | 1993           | 01.179  |              |
| Parco del Bernina, del Disgrazia, della Val Masino e della Val Codera | Parco del Bernina, del Disgrazia, della Val Masino e della Val Codera | steht noch aus | 105.473 |              |
| Parco del Livignese                                                   | Parco del Livignese                                                   | steht noch aus | 014.038 |              |

### Marken
|                                                               | Name                                                          | Jahr | Fläche | Beschreibung |
| ------------------------------------------------------------- | ------------------------------------------------------------- | ---- | ------ | ------------ |
| Parco naturale regionale del Monte San Bartolo                | Parco naturale regionale del Monte San Bartolo                | 1994 | 01.584 |              |
| Parco naturale regionale del Sasso Simone e Simoncello        | Parco naturale regionale del Sasso Simone e Simoncello        | 1994 | 04.791 |              |
| Parco naturale regionale della Gola della Rossa e di Frasassi | Parco naturale regionale della Gola della Rossa e di Frasassi | 1997 | 09.170 |              |
| Parco regionale del Conero                                    | Parco regionale del Conero                                    | 1987 | 05.995 |              |

### Piemont
|                                                                  | Name                                                             | Jahr | Fläche | Beschreibung |
| ---------------------------------------------------------------- | ---------------------------------------------------------------- | ---- | ------ | --- |
| Parco naturale Alta Valsesia                                     | Parco naturale Alta Valsesia                                     | 1979 | 06.511 | Der Park liegt auf einer Höhe zwischen 900 und 4559 Metern und ist damit der höchste Naturpark Europas. Sein Territorium umfasst den Quellbereich des Flusses Sesia und des Baches Sermenza, sowie das Val Ma und zahlreiche weitere kleinere, zusammenfließende Täler. Die Grenzen des Parks werden im Westen durch die Wasserscheide des Valsesia und Val de Gressoney, sowie schweizerisches Staatsgebiet und das Valle Anzasca beschrieben. Im Norden wird das Territorium durch den Berggrat des Monte Rosa begrenzt. |
| Parco naturale dei laghi di Avigliana                            | Parco naturale dei laghi di Avigliana                            | 1980 | 0400   | Der Naturpark liegt am Taleingang des Val di Susa, am Monte Pirchiriano, in dem charakteristischen Moränenkessel von Rivoli-Avigliana. Die Entfernung zur Regionalhauptstadt Turin beträgt circa 20 Kilometer. |
| Parco naturale dei Lagoni di Mercurago                           | Parco naturale dei Lagoni di Mercurago                           | 1980 | 0470   | Auf den Moränenhügeln um den Lago Maggiore in unmittelbarer Nähe zu Arona gelegen, zeichnet sich der Naturpark durch zahlreiche Pferdeweiden und Waldgrundstücke aus. Auf seinem Grund wurden verschiedene prähistorische Siedlungen aus der Bronzezeit, Grabstätten aus der Eisenzeit und römische Häuser (Domus) gefunden. Der Parco naturale wurde 1980 auf ein Volksbegehren hin eingerichtet. |
| Parco naturale del Bosco delle Sorti della Partecipanza di Trino | Parco naturale del Bosco delle Sorti della Partecipanza di Trino | 1991 | 01.068 | Das Schutzgebiet liegt auf einer leichten Anhöhe in der Vercelliebene zwischen Flüssen Po, Dora Baltea und Sesia. Die Natur des Parks zeichnet sich durch einen planizialen Wald mit Eichen und Pappeln aus. Die Umgebung hingegen ist stark vom Reisanbau geprägt. |
| Parco naturale del Gran Bosco di Salbertrand                     | Parco naturale del Gran Bosco di Salbertrand                     | 1980 | 03.774 | Der Naturpark befindet sich an den Osthängen des oberen Val di Susa in einer Höhe zwischen 1000 und 2600 Metern über Meeresniveau. Er besteht zum Großteil aus Tannenwäldern mit weiten Lärchenhainen und Weideflächen. Neben circa 600 Pflanzenarten leben in ihm über 70 Vogel- und 21 Säugetierarten (beispielsweise Hirsche, Rehe und Gämsen). |
| Parco naturale del Monte Fenera                                  | Parco naturale del Monte Fenera                                  | 1987 | 03.302 | Der Monte Fenera liegt im Bassa Valsesiatal in der Nähe der Städte Novara und Vercelli. Das umgebende Tal ist durch weite Reisfelder geprägt. Der Naturpark selbst ist ein optimaler Ausgangspunkt für Exkursionen in die Berggruppe des Monte Rosa, oder an den nahegelegenen Lago Maggiore und Lago d’Orta. |
| Parco naturale del Sacro Monte di Crea                           | Parco naturale del Sacro Monte di Crea                           | 1980 | 047    | Der künstlich errichtete Sacro Monte (deutsch: Heiliger Berg) erhebt sich im östlichen Hügelabschnitt des Basso Monferrato, in der Provinz Alessandria. Die Hänge des Hügels sind relativ schroff und von erosionsanfälligen Sedimentgestein gekennzeichnet. Der Park liegt auf einer Höhe zwischen 355 und 455 Metern über Meeresniveau. |
| Parco naturale del Marguareis                                    | Parco naturale del Marguareis                                    | 1978 | 06.638 | Der Park umfasst die beiden gegenüberliegenden Berghänge der Punta Marguareis (2651 Meter) und die Hochtäler der beiden Flüsse Pesio und Tanaro. Auf seinem Gelände befinden sich eine Reihe Grotten, mit einer aktuell erforschten Gesamtlänge von über 150 Kilometern und maximalen Tiefpunkten von 1000 Metern. Die Flora und Fauna ist größtenteils alpin. Erwähnenswert ist die relativ junge Präsenz des Wolfes im Park. Bis 2011 hieß er Parco naturale della Alta Valle Pesio e Tanaro.                            |
| Parco naturale della Collina di Superga                          | Parco naturale della Collina di Superga                          | 1991 | 0745   | Die Natur des Parks ist trotz seiner ausgesprochenen Nähe zu der Regionalhauptstadt Turin gut erhalten. Sein Territorium beinhaltet eine Vielzahl hügelartiger Erhebungen mit einer großen Bandbreite an geomorphologischen Formationen, die eine enorme floristische Artenvielfalt begünstigt haben (unter anderem: Buchen, Wald-Kiefern und Mehlbeeren, neben mediterranen Manna-Eschen und Stechender Mäusedorn). Der typische Vertreter der parkinternen Fauna ist das Wildschwein.                                    |
| Parco naturale della Val Troncea                                 | Parco naturale della Val Troncea                                 | 1980 | 03.280 | Das Tronceatal (Val Troncea) stellt den Ursprung des Sammelbeckens des Baches Chisone dar, dessen Quellflüsse an den Bergen Barifreddo und Appenna entspringen. Das Tal ist glazialen Ursprungs und seine Erosionsphänomene sind immer noch zu beobachten. Der Naturpark selbst ist im Herzen der Alpen gelegen und umfasst den Oberlauf des Chisone. Umgeben und begrenzt wird das Schutzgebiet von Bergketten von bis zu 3000 Metern Höhe und liegt komplett auf dem Territorium der Gemeinde Pragelato.                 |
| Parco naturale della Valle del Ticino                            | Parco naturale della Valle del Ticino                            | 1978 | 06.561 | |
| Parco naturale delle Capanne di Marcarolo                        | Parco naturale delle Capanne di Marcarolo                        | 1989 | 08.216 | |
| Parco naturale delle Lame del Sesia                              | Parco naturale delle Lame del Sesia                              | 1978 | 01.200 | |
| Parco naturale di Rocchetta Tanaro                               | Parco naturale di Rocchetta Tanaro                               | 1980 | 0123   | |
| Parco naturale di Stupinigi                                      | Parco naturale di Stupinigi                                      | 1992 | 01.611 | |
| Parco naturale Orsiera - Rocciavrè                               | Parco naturale Orsiera - Rocciavrè                               | 1980 | 10.928 | |
| Parco naturale dell’Alpe Veglia e dell’Alpe Devero               | Parco naturale dell’Alpe Veglia e dell’Alpe Devero               | 1995 | 08.593 | |
| Parco Naturale delle Alpi Marittime                              | Parco Naturale delle Alpi Marittime                              | 1995 | 27.832 | |
| Parco naturale di interesse provinciale del Lago di Candia       | Parco naturale di interesse provinciale del Lago di Candia       | 1995 | 0336   | |
| Parco regionale La Mandria                                       | Parco regionale La Mandria                                       | 1978 | 06.470 | |
| Parco Fluviale Gesso e Stura                                     | Parco Fluviale Gesso e Stura                                     | 2007 | 01.561 | |

### Sardinien
|                                         | Name                                    | Jahr | Fläche | Beschreibung |
| --------------------------------------- | --------------------------------------- | ---- | ------ | ------------ |
| Parco naturale regionale di Porto Conte | Parco naturale regionale di Porto Conte | 1999 | 05.200 |              |
| Parco regionale Molentargius - Saline   | Parco regionale Molentargius - Saline   | 1999 | 01.622 |              |

### Sizilien
|                               | Name                          | Jahr | Fläche | Beschreibung           |
| ----------------------------- | ----------------------------- | ---- | ------ | ---------------------- |
| Parco dell’Etna               | Parco dell’Etna               | 1987 | 58.095 |                        |
| Parco delle Madonie           | Parco delle Madonie           | 1989 | 39.941 |                        |
| Parco dei Nebrodi             | Parco dei Nebrodi             | 1993 | 85.587 |                        |
| Parco fluviale dell’Alcantara | Parco fluviale dell’Alcantara | 2001 | 01.927 |                        |
| Parco dei Monti Sicani        | Parco dei Monti Sicani        | 2014 | 05.862 | 2019 wieder aufgehoben |

### Toskana
|                                                          | Name                                                     | Jahr | Fläche | Beschreibung |
| -------------------------------------------------------- | -------------------------------------------------------- | ---- | ------ | --- |
| Parco Regionale della Maremma                            | Parco Regionale della Maremma                            | 1975 | 08.900 | Das Gelände des Naturparks zieht sich von den unwegsamen und wilden Hügelketten des Hinterlandes hinunter an die Sandstrände der Touristenregion Toskana. Das Bild des Parks selber ist von zahlreichen Sümpfen, Pinienwäldern, Kulturland und Weiden gezeichnet. Wichtige geographische Merkmale sind neben der Sumpflandschaft von Trappola, der Fluss Ombrone und die Berggruppe Uccellina (417 Meter). |
| Parco naturale di Migliarino, San Rossore, Massaciuccoli | Parco naturale di Migliarino, San Rossore, Massaciuccoli | 1979 | 12.245 | |
| Parco naturale regionale delle Alpi Apuane               | Parco naturale regionale delle Alpi Apuane               | 1985 | 40.000 | |
| Parco interprovinciale dei Montioni                      |                                                          |      |        | |
| Parco provinciale dei Monti Livornesi                    | Parco provinciale dei Monti Livornesi                    | 1999 | 01.329 | |

### Trentino-Südtirol

#### Trentino
|                                                 | Name                                            | Jahr | Fläche | Beschreibung |
| ----------------------------------------------- | ----------------------------------------------- | ---- | ------ | --- |
| Parco naturale provinciale dell’Adamello-Brenta | Parco naturale provinciale dell’Adamello-Brenta | 1988 | 62.051 | Der Park liegt im westlichen Trentino und umfasst die Berggruppen Adamello und Brenta, welche voneinander durch das Rendenatal getrennt werden. Die Landschaft ist mit seinen Wäldern, Weiden, Auen, Buschland, Fels- und Gletscherabschnitten sehr abwechslungsreich und erreicht eine Höhendifferenz von 3100 Metern (von 400 Metern bis zu 3500 Metern beim Gipfel des Presanella). Das Schutzgebiet ist sehr wasserreich und weist mehr als 50 Seen, sowie eines der großflächigsten Gletscher Europas auf, der Adamellogletscher. Die Fauna ist artenreich und vom Braunbären und dem Steinbock geprägt. |
| Parco Naturale Paneveggio – Pale di San Martino | Parco Naturale Paneveggio – Pale di San Martino | 1967 | 19.711 | |

#### Südtirol
|                               | Name                          | Jahr | Fläche | Beschreibung |
| ----------------------------- | ----------------------------- | ---- | ------ | ------------ |
| Naturpark Drei Zinnen         | Naturpark Drei Zinnen         | 1970 | 11.635 |              |
| Naturpark Rieserferner-Ahrn   | Naturpark Rieserferner-Ahrn   | 1988 | 31.505 |              |
| Naturpark Puez-Geisler        | Naturpark Puez-Geisler        | 1977 | 10.196 |              |
| Naturpark Trudner Horn        | Naturpark Trudner Horn        | 1988 | 06.866 |              |
| Naturpark Schlern-Rosengarten | Naturpark Schlern-Rosengarten | 1974 | 06.796 |              |
| Naturpark Fanes-Sennes-Prags  | Naturpark Fanes-Sennes-Prags  | 1980 | 25.680 |              |
| Naturpark Texelgruppe         | Naturpark Texelgruppe         | 1976 | 33.430 |              |

### Umbrien
|                           | Name                      | Jahr | Fläche | Beschreibung |
| ------------------------- | ------------------------- | ---- | ------ | ------------ |
| Parco del Monte Cucco     | Parco del Monte Cucco     | 1995 | 10.480 |              |
| Parco del Monte Subasio   | Parco del Monte Subasio   | 1995 | 07.442 |              |
| Parco del Lago Trasimeno  | Parco del Lago Trasimeno  | 1995 | 13.200 |              |
| Parco di Colfiorito       | Parco di Colfiorito       | 1995 | 0338   |              |
| Parco fluviale del Nera   | Parco fluviale del Nera   | 1995 | 02.120 |              |
| Parco fluviale del Tevere | Parco fluviale del Tevere | 1995 | 07.295 |              |

### Venetien
|                                                   | Name                                              | Jahr | Fläche | Beschreibung |
| ------------------------------------------------- | ------------------------------------------------- | ---- | ------ | --- |
| Parco regionale dei Colli Euganei                 | Parco regionale dei Colli Euganei                 | 1989 | 18.694 | Der 15 Gemeinden einbeziehende Regionalpark liegt in den Euganeischen Hügeln, der signifikantesten Hügellandschaft der Poebene, südöstlich von Padua mit dem Monte Venda als höchste Erhebung von 601 Metern. Die relativ isolierte Lage und der vulkanische Ursprung der Landschaft, mit ihren verschiedenen Klimata und anthropologischen Fundstätten, machen den Park zu einer besonderen Institution der Region Venetien. |
| Parco regionale del Delta del Po                  | Parco regionale del Delta del Po                  | 1997 | 12.592 | |
| Parco naturale regionale delle Dolomiti d’Ampezzo | Parco naturale regionale delle Dolomiti d’Ampezzo | 1990 | 11.200 | |
| Parco naturale regionale del Fiume Sile           | Parco naturale regionale del Fiume Sile           | 1991 | 04.159 | |
| Parco naturale regionale della Lessinia           | Parco naturale regionale della Lessinia           | 1984 | 10.201 | |